# Bill McGarry
William Harry McGarry, detto Bill (Stoke-on-Trent, 10 giugno 1927 – Bophuthatswana, 15 marzo 2005), è stato un calciatore e allenatore di calcio inglese, di ruolo centrocampista.

## Biografia
McGarry nacque a Stoke-on-Trent il 10 giugno 1927 da Ralph ed Ethel McGarry (nata Vernon). Nel marzo 1950 sposò Constance Dale. McGarry morì il 15 marzo 2005 all'età di 77 anni dopo una lunga malattia.

## Carriera

### Club

#### Port Vale
McGarry iniziò la propria carriera agonistica tra le file del Port Vale, con cui debuttò il giorno di Santo Stefano del 1945 in una gara persa per 1-0 contro il Walsall. Sotto la guida di Gordon Hodgson totalizzò 7 presenze in campionato. Nel novembre 1947 mise a segno la sua prima marcatura con il club, in una gara vinta contro il Brighton per 5-0. Termina la sua esperienza ai Valiants totalizzando 158 presenze e mettendo a segno 5 reti.

#### Huddersfield Town
Nel marzo del 1951 venne ceduto a titolo definitivo all'Huddersfield Town per una somma di circa £ 12.000. Durante i suoi primi tre mesi al club racimolò un totale di 10 presenze. Nell'annata seguente, principalmente condizionata dalla retrocessione del club, riuscì a mettere a segno 2 reti in 43 presenze di campionato. Successivamente, con l'approdo in panchina di Andy Beattie, la squadra cambiò radicalmente il proprio stato di forma, arrivando a raggiungere la promozione con una delle migliori difese del campionato (33 reti subite in 44 gare). Dopo alcune stagioni al di sopra delle aspettative, improvvisamente, nel corso della stagione 1955-1956, la squadra subì un forte crollo che la portò a retrocedere da ultima in classifica. La situazione migliorò leggermente con l'arrivo in panchina di Bill Shankly, che riuscì a condurre la squadra al dodicesimo posto in classifica. Il 21 dicembre 1957 mise a segno la rete del momentaneo 1-4 su calcio di rigore contro il Charlton, che finì per vincere la gara per 7-6 compiendo di fatto una delle rimonte più importanti della storia del calcio.

#### Bournemouth & Boscombe e ritiro
Dopo 10 annate trascorse alla corte dell'Huddersfield Town, nel dicembre del 1961 si trasferì al Bournemouth per una cifra pari a £ 2.000, ottenendo il ruolo di giocatore-allenatore. Rimase per due anni sotto contratto con le Cherries prima di ritirarsi definitivamente dal calcio giocato nel giugno del 1963.

### Allenatore

#### Bournemouth & Boscombe e Watford
Nel dicembre del 1961 approdò al Bournemouth con il ruolo di giocatore-allenatore. Al suo primo anno condusse le Cherries al terzo posto in Third Division, a soli tre punti dal promosso Grimsby Town. Successivamente, nella stagione 1962-1963, la squadra raggiunse il quinto posto in classifica con 6 punti di distacco dal promosso Swindon Town.
Nel luglio 1963, poco dopo aver lasciato Bournemouth, gli venne affidata la guida tecnica del Watford. Nella sua unica stagione alla guida delle Hornets portò la squadra al terzo posto in Third Division, a soli due punti dal Coventry City e dal Crystal Palace, entrambi promossi in Second Division.

#### Ipswich Town
Nell'ottobre 1964 venne nominato nuovo tecnico dell'Ipswich Town, neoretrocesso in Second Division. Al suo primo anno portò i Blues al quinto posto, scalando però di 10 posizioni la stagione seguente. In seguito all'acquisto dell'attaccante Ray Crawford la squadra ebbe un notevole incremento delle prestazioni, piazzandosi nuovamente al quinto posto. Nella stagione 1967-1968 portò la squadra alla promozione in First Division da primo in classifica. A pochi mesi dall'inizio della stagione 1968-1969 lasciò il club.

#### Wolverhampton
Poco dopo il suo addio all'Ipswich Town assunse la guida tecnica del Wolverhampton. Appena arrivato, decise di annettere al proprio staff tecnico l'anglo-cinese Sammy Chung, già suo assistente all'Ipswich. In poco tempo, McGarry costruì una squadra solida e compatta che avrebbe avuto come principali punti di riferimento la veloce ala David Wagstaffe, la coppia di centrocampisti centrali Mike Bailey e Kenny Hibbitt e le punte Derek Dougan e John Richards.
Dopo un sedicesimo posto nell'annata 1968-1969 e un tredicesimo posto nella stagione 1969-1970, la sua squadra ebbe un significativo cambiamento, tale da portarla al quarto posto in classifica nella stagione 1970-1971. Nella stessa annata, inoltre, vinse la Texaco Cup battendo per 3-2 gli Hearts of Midlothian. L'annata seguente, nonostante il nono posto in campionato fu particolarmente proficua ai Wolves, che arrivarono in finale di Coppa UEFA contro il Tottenham dopo aver battuto Juventus e Ferencváros. La gara d'andata venne vinta dagli Spurs per 2-1, mentre quella di ritorno si concluse con un pareggio 1-1, garantendo così il trofeo ai londinesi.
Il club si qualificò nuovamente per le competizioni europee l'annata seguente, raggiungendo inoltre le semifinali di Coppa di Lega ed FA Cup. Nell'annata 1973-1974, nonostante il piazzamento al dodicesimo posto in classifica, McGarry guidò la squadra alla finale di Coppa di Lega, vinta per 2-1 contro il Manchester City. Dopo un ennesimo dodicesimo posto, nella stagione 1975-1976 si trovò a vivere un'annata complicatissima, terminata con la retrocessione del club. Proprio a causa di ciò, venne prontamente esonerato dalla società che decise di affidare le chiavi della squadra al suo vice Sammy Chung.

#### Nazionale saudita e Newcastle United
Nel 1976 viene nominato nuovo commissario tecnico della Nazionale saudita in sostituzione a Ferenc Puskás. Tuttavia lasciò l'incarico nell'ottobre 1977, mese in cui il Port Vale tentò di riassumerlo come tecnico dopo l'esonero di Roy Sproson, ma McGarry rifiutò.
Il mese successivo subentrò a Richard Dinnis sulla panchina del Newcastle United. La prima cosa che fece da tecnico dei Magpies fu quella di acquistare nuovi giocatori per rinforzare la rosa; i suoi acquisti più importanti furono Peter Withe, Alan Shoulder, Bobby Shinton e Kenny Wharton. Tuttavia, la sua esperienza al club non fu del tutto idilliaca, poiché al suo primo anno in carica la squadra finì per retrocedere in Second Division. Venne esonerato nel 1980 in seguito all'eliminazione della propria squadra dalla Coppa di Lega per mano del Bury, allora militante in Third Division. Al suo posto venne nominato Arthur Cox.

#### Ultimi anni
Dopo l'allontanamento dalla panchina del Newcastle McGarry iniziò a lavorare anche come osservatore, inizialmente presso il Brighton e successivamente allo Zambian Power Dynamos. Nel settembre 1985, dopo una parentesi da commissario tecnico della Nazionale zambiana, tornò al Wolverhampton nelle vesti di tecnico, venendo però esonerato dopo esattamente 61 giorni per via di divergenze con la dirigenza.

## Statistiche

### Cronologia presenze e reti in nazionale
| Cronologia completa delle presenze e delle reti in nazionale ― Inghilterra | Cronologia completa delle presenze e delle reti in nazionale ― Inghilterra | Cronologia completa delle presenze e delle reti in nazionale ― Inghilterra | Cronologia completa delle presenze e delle reti in nazionale ― Inghilterra | Cronologia completa delle presenze e delle reti in nazionale ― Inghilterra | Cronologia completa delle presenze e delle reti in nazionale ― Inghilterra | Cronologia completa delle presenze e delle reti in nazionale ― Inghilterra | Cronologia completa delle presenze e delle reti in nazionale ― Inghilterra |
| Data                                                                       | Città                                                                      | In casa                                                                    | Risultato                                                                  | Ospiti                                                                     | Competizione                                                               | Reti                                                                       | Note                                                                       |
| -------------------------------------------------------------------------- | -------------------------------------------------------------------------- | -------------------------------------------------------------------------- | -------------------------------------------------------------------------- | -------------------------------------------------------------------------- | -------------------------------------------------------------------------- | -------------------------------------------------------------------------- | -------------------------------------------------------------------------- |
| 20-6-1954                                                                  | Berna                                                                      | Inghilterra                                                                | 2 – 0                                                                      | Svizzera                                                                   | Mondiali 1954 - 1º turno                                                   | -                                                                          |                                                                            |
| 26-6-1954                                                                  | Basilea                                                                    | Uruguay                                                                    | 4 – 2                                                                      | Uruguay                                                                    | Mondiali 1954 - Quarti di finale                                           | -                                                                          |                                                                            |
| 2-10-1955                                                                  | Copenaghen                                                                 | Danimarca                                                                  | 1 – 5                                                                      | Inghilterra                                                                | Amichevole                                                                 | -                                                                          |                                                                            |
| 22-10-1955                                                                 | Cardiff                                                                    | Galles                                                                     | 2 – 1                                                                      | Inghilterra                                                                | Torneo Interbritannico 1955                                                | -                                                                          |                                                                            |
| Totale                                                                     |                                                                            | Presenze                                                                   | 4                                                                          |                                                                            | Reti                                                                       | 0                                                                          |                                                                            |

## Palmarès

### Allenatore

#### Competizioni nazionali
- Second Division: 1

Ipswich Town: 1967-1968
- Coppa di Lega inglese: 1

Wolverhampton: 1973-1974